# Lo specchio nello specchio
Lo specchio nello specchio è un libro di Michael Ende che raccoglie diversi racconti scritti dall'autore nell'arco di un decennio.
In parte ispirati all'opera del padre, Edgar Ende, pittore surrealista, cui la raccolta è dedicata, i trenta racconti del volume colpiscono per la loro violenta carica onirica, raramente serena e quasi sempre pregna di un'angoscia incubica e tormentata, e tuttavia sorprendentemente stemperata, in più momenti, da strutture armoniche prossime alla narrativa di Jorge Luis Borges.
Privi di titolo e indicati nell'indice con le loro prime parole, i racconti de Lo specchio nello specchio si presentano come il confluire magmatico e irrisolto di più pulsioni e suggestioni, su cui emergono, a fianco del già citato onirismo, un'impostazione spesso legata al teatro (ambito ampiamente frequentato dall'autore), e disparate tematiche non tanto esplorate con lucidità e rigore quanto fatte letteralmente esplodere nei loro tratti più paradossali e inconclusi: la ricerca dell'identità, il senso delle occasioni perdute, lo scorrere del tempo, la morte e la vita, il dolore e la nostalgia. Emblematica in tal senso la presenza di una rete di rimandi, costruita su allusioni e riprese, tra un racconto e l'altro, che proprio perché incongruente e disordinata contrasta e conduce a naufragio la pur inevitabile ricerca da parte del lettore di un eventuale senso nascosto.
Da notare inoltre, anche se assolutamente non determinanti, sparsi riferimenti a tradizioni culturali eterogenee: ebraismo, Cristianesimo, taoismo, antichità classica. La ripresa del mito del Labirinto e del mostro che lo abita, affianca infine il libro ad altre narrative analoghe come La casa di Asterione del già citato Borges, o Minotauro - Una ballata di Friedrich Dürrenmatt.

## Edizioni
- Michael Ende, Lo specchio nello specchio, traduzione di Donatella Frediani, collana "Biblioteca di avventure fantastiche", Milano, Editori Associati, 1989,  p. 250, ISBN 88-7819-085-3.